# Daniel Eger
Daniel Eger († 1474) war ein Glockengießer aus Heilbronn.

## Leben
Über sein Leben ist wenig bekannt. Die Heilbronner Betbücher erwähnen einen Meister Daniel Glockengießer in den Jahren 1450 bis 1473, das Heilbronner Urkundenbuch nennt ihn außerdem auch in Zusammenhang mit einer Zahlungsverpflichtung für Wein im Jahr 1469, und die ihm nachzuweisenden datierten Glocken sind aus den Jahren 1451 bis 1474. Er ist der älteste namentlich nachweisbare Glockengießer aus Heilbronn. Sein Schüler war vermutlich Bernhart Lachaman der Ältere, mit dessen Tante Eger verheiratet war. Nach dem Tode Egers führte die Witwe Eger die Glockengießerei mit Lachaman fort. Von 1474 bis 1477 wurden die Witwe Eger und Lachaman gemeinsam besteuert. Spätestens ab 1479/80 führte Lachaman die Glockengießerei alleine.

## Glocken
Glocken von Eger sind noch vorhanden oder können urkundlich nachgewiesen werden in:
- Haßmersheim-Hochhausen, Notburgakirche (undatiert)
- Buchen-Hollerbach, Pfarrkirche (undatiert)
- Möckmühl-Ruchsen, Evangelische Kirche, Evangelistenglocke (undatiert)
- Neckarsulm-Dahenfeld, St. Remigius (undatiert)
- Heilbronn, Kilianskirche (undatiert)
- Ilshofen, St. Petronella (undatiert)
- Mulfingen-Ailringen, St. Martin (dat. 1451)
- Widdern, Laurentiuskirche, Evangelistenglocke (dat. 1455)
- Eberstadt, Ulrichskirche (dat. 1457, 1921 zersprungen und umgegossen)
- Michelbach an der Heide, St. Bonifatius und Burkhard (dat. 1457)
- Untermünkheim-Enslingen, St. Brictius (dat. 1461)
- Künzelsau, Johanneskirche (dat. 1463, 1917 eingeschmolzen)
- Bretzfeld-Bitzfeld, Laurentiuskirche (dat. 1474)